# Horumersiel
Horumersiel is een dorp in de gemeente Wangerland in de Duitse deelstaat Nedersaksen. Het dorp maakt deel uit van het Landkreis Friesland. Horumersiel ligt in het noorden van de gemeente, aan de monding van het Horumer Tief. Het dorp is een erkend kuuroord.

## Geschiedenis
In 1542 vestigden zich hier mensen en legden een haven aan. Tot grote bloei kwam deze niet: het naburige Hooksiel en het meer westelijke Friederikensiel bezaten de visserijrechten. Halverwege de 18e eeuw verzandde de haven. Aan de noordkant van het dorp ligt een fraaie vijver met fontein. Dit is een bij de rampzalige Kerstvloed van 1717 ontstane dijkdoorbraak-kolk. Ook bij de stormvloed van 1962 liep Horumersiel zeer zware schade op, gelukkig waren er toen geen doden in het dorp te betreuren.
Het grootschalige toerisme in Schillig en Horumersiel begon ook met een stormvloed: in 1856 verwoestte een storm alle voorzieningen op Wangerooge. Toeristische ondernemers evacueerden, met gasten en al, naar Horumersiel en het naburige Schillig, en de hoteliers en pensionhouders besloten er te blijven.
In de 20e eeuw was bij Horumersiel een klein fort met een kustbatterij van de Kriegsmarine aanwezig. Deze is na 1980 verwijderd en vervangen door een woonwijkje (onderaan op onderstaande luchtfoto). Het dorp heeft nog een steunpunt van de Duitse kustwacht en van de reddingsbrigade.

## Bezienswaardigheden, toeristische attracties e.d.
- Het dorp is een erkend kuuroord; er zijn dus voorzieningen aanwezig voor verschillende therapieën, waaronder de alleen in Duitsland bestaande Mutter-Kind-Kur.
- Even ten westen van het dorp staat de Stumpenser Mühle, een windmolen uit 1816 die tegenwoordig in gebruik is als restaurant.
- Horumersiel, dat slechts 2 km ten zuiden van de meer op gezinstoerisme gerichte badplaats Schillig ligt, heeft een jachthaven en nog volop andere watersportmogelijkheden. De plaats beschikt over diverse hotels en pensions (totaal 6.000 bedden) en een camping aan zee met 3.000 standplaatsen.

## Afbeeldingen

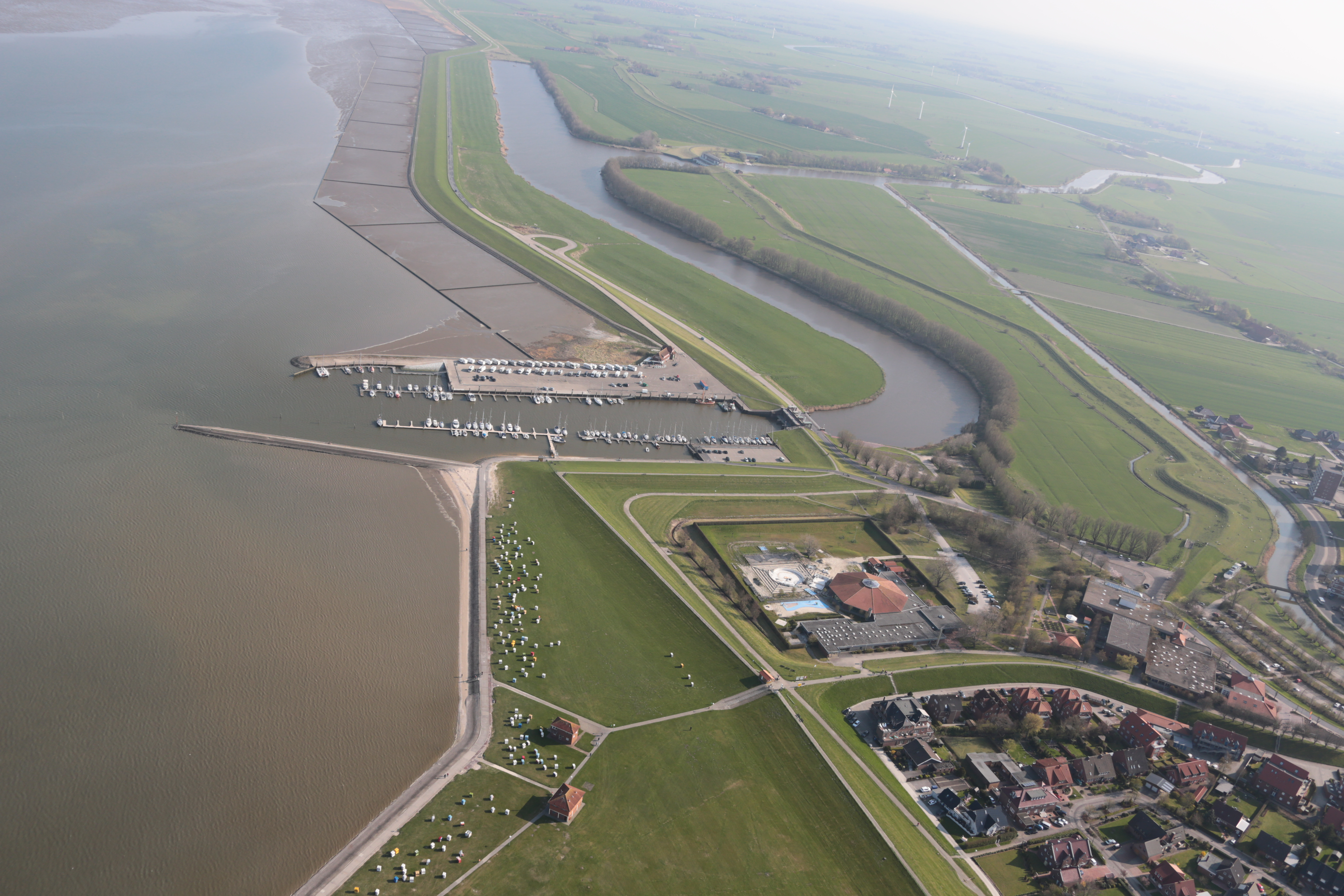
Luchtfoto: op de voorgrond Horumersiel met de jachthaven, daarboven, in zuidelijke richting, het Horumer Tief
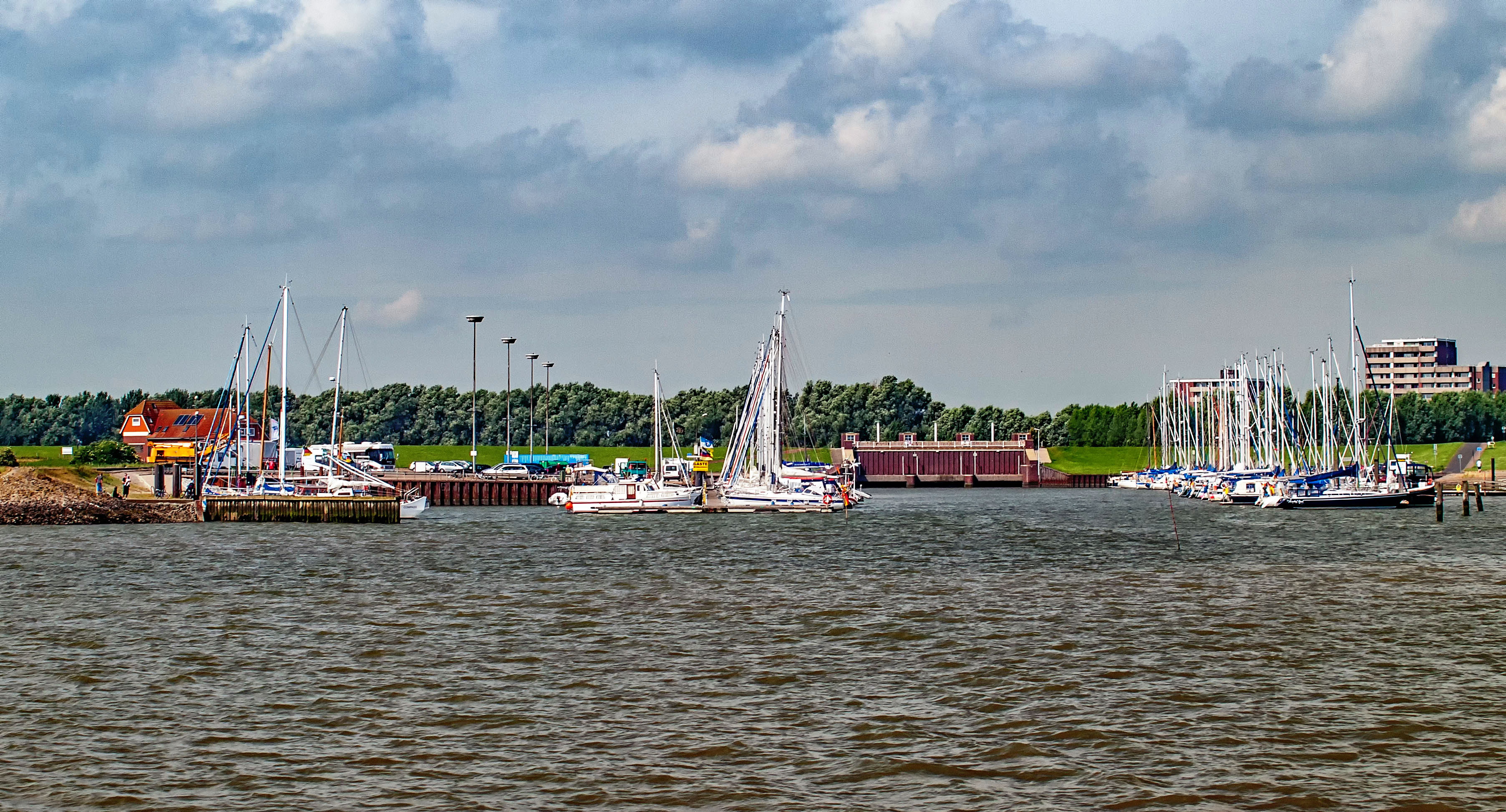
Haven met sluis in het Horumer Tief
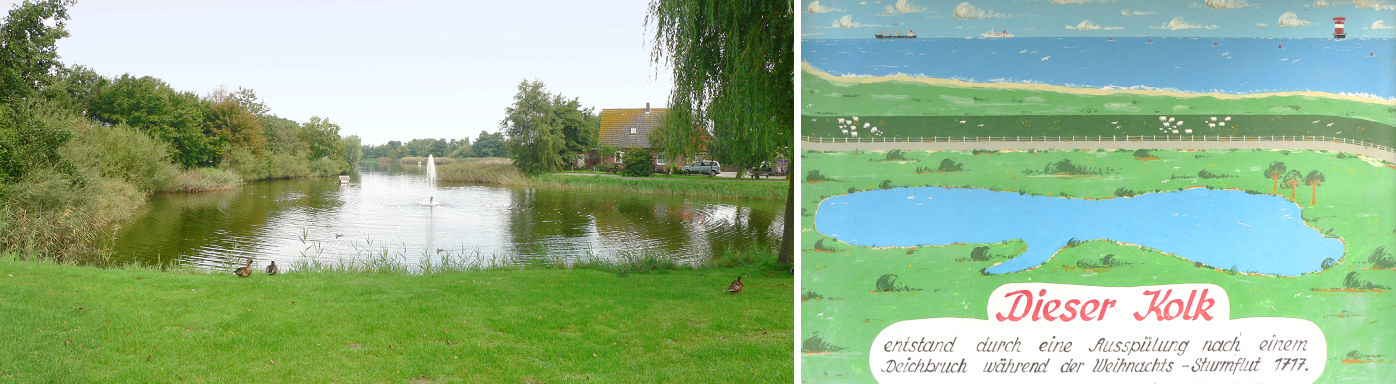
De kolk
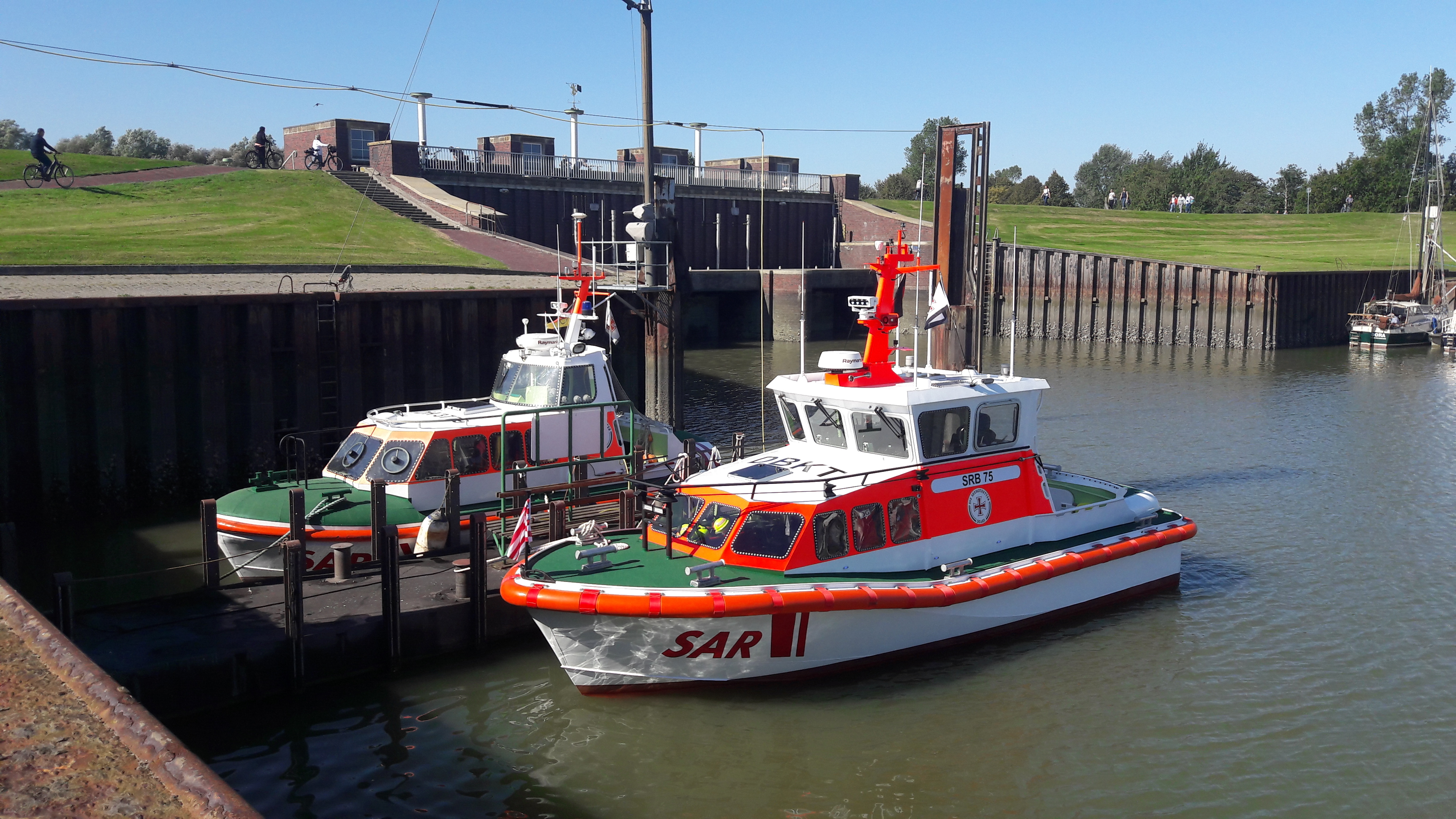
Reddingboten: de voorste heeft in 2019 het erachter liggende exemplaar vervangen

- Gemeinsame Normdatei: 4305939-9
- Nationale Bibliotheek van Israël: 987007530897905171
- Virtual International Authority File: 143218962